# دائرة تاملالت
دائرة تاملالت هي إحدى دوائر إقليم قلعة السراغنة، التابع لجهة مراكش آسفي، المملكة المغربية. تضم الدائرة 4 جماعات قروية، وبلغ عدد سكانها 65621 فرداً سنة 2004 حسب الإحصاء الرسمي للسكان والسكنى. يتبع للدائرة 7 مشيخة و135 دوار.

## التقسيمات الإداريّة
تعتبر دائرة تاملالت إحدى الدوائر المشكّلة لإقليم قلعة السراغنة، وهو التقسيم الإداري من المستوى الرابع المعتمد في المغرب. ينقسم إقليم قلعة السراغنة إلى 39 جماعات قروية تختلف من حيث السكان والمساحة، والتي بدورها تنقسم إلى مشيخات تضم عدداً من الدواوير.